# Barbourofelis
Barbourofelis es un género extinto de mamífero carnívoro perteneciente a la familia Barbourofelidae (conocidos como falsos felinos dientes de sable) endémico de Norteamérica, durante el período Mioceno viviendo entre hace 13.6 a 4.9 millones de años.

## Taxonomía
Barbourofelis fue nombrado por Schultz et al. (1970), sobre la base de la especie tipo Barbourofelis fricki. Es también el género tipo de la subfamilia Barbourofelinae. Fue asignado a Hoplophoneinae por Flynn y Galiano (1982); a Barbourofelinae por Bryant (1991); y a Nimravidae por Schultz et al. (1970) y Martin (1998).

## Morfología
Un único espécimen fue examinado por Legendre y Roth para determinar su masa corporal. De dicha estimación se establece que el ejemplar llegaba a los 66.4 kilogramos. Las especies mayores probablemente llegaban al tamaño de un león actual, con grandes dientes caninos como en otros barburofélidos. También poseían prominentes flancos en sus mandíbulas inferiores y un inusual cráneo convexo. Los barburofélidos eran animales muy musculosos y robustos, similares a una combinación entre un gran felino y un oso. Aunque la familia de los barburofélidos evolucionó hacia animales muy similares a los felinos actuales, estos no son sus descendientes.

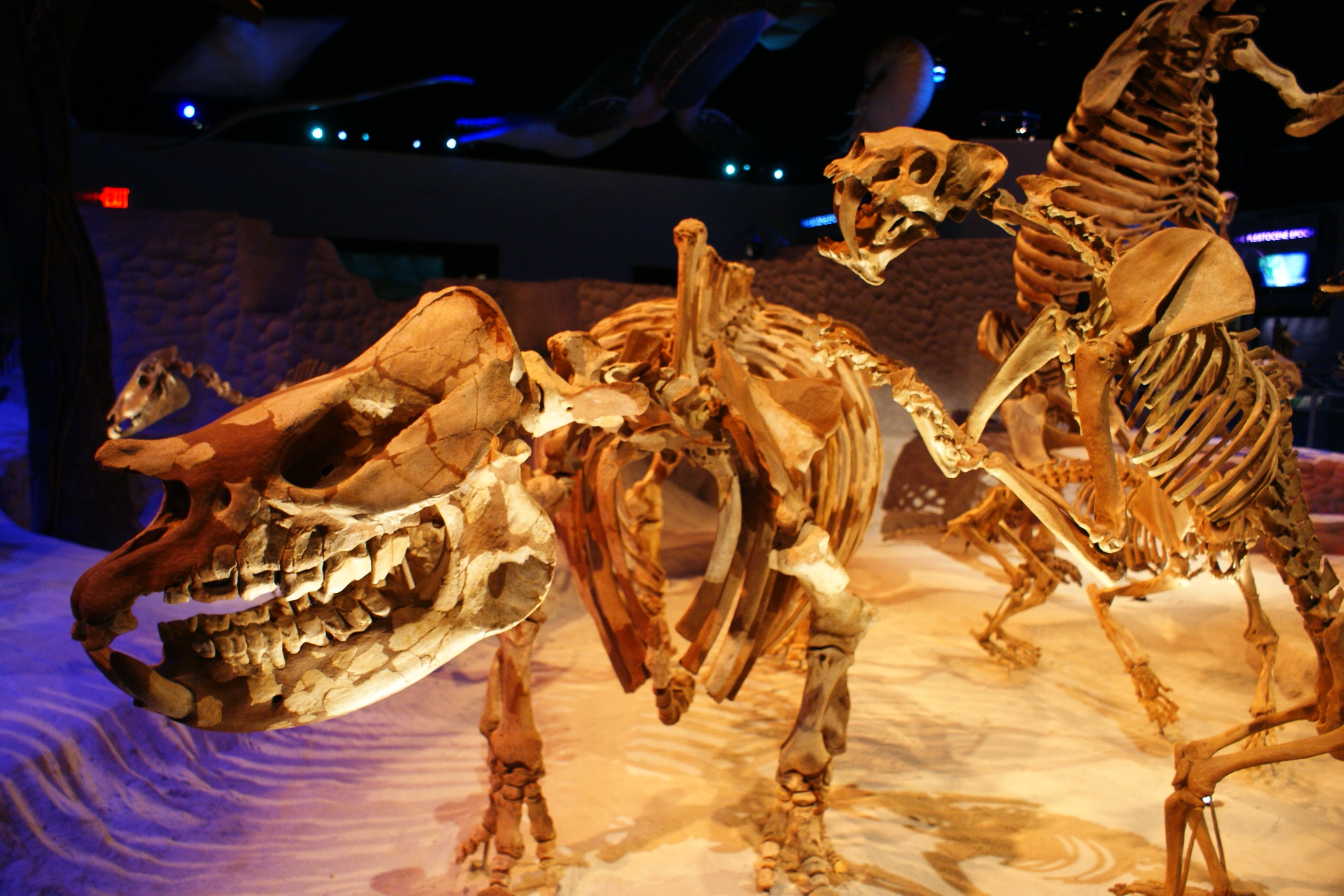
Restauración de B. loveorum en postura de ataque a Teleoceras proterum
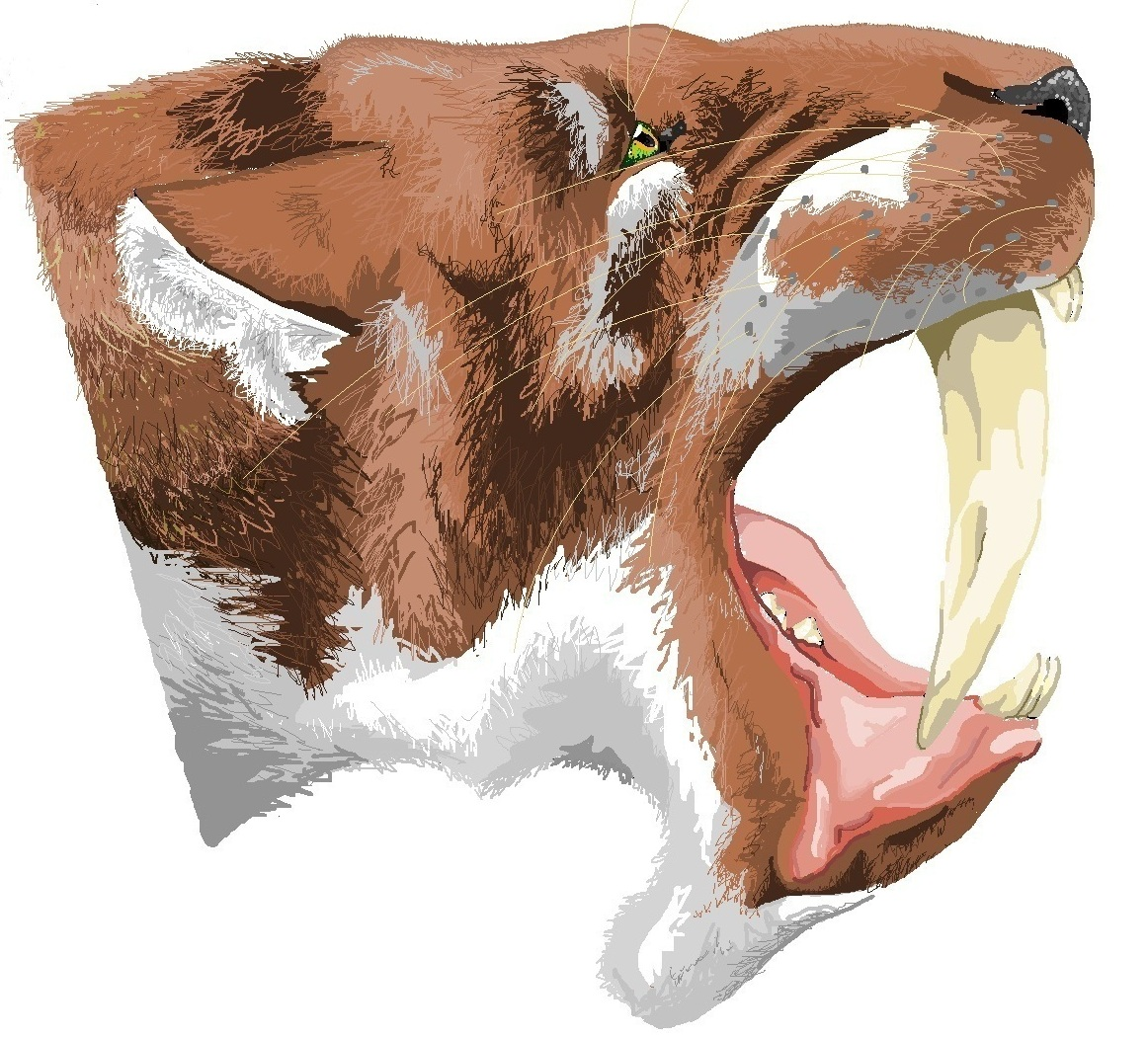
Reconstrucción de Barbourofelis fricki